# 藤村謙二
藤村 謙二（ふじむら けんじ、1897年11月1日 - 1991年3月31日）は、日本の経営者。東京建物社長を務めた。岡山県出身。

## 経歴・人物
1924年に東京帝国大学経済学部商業学科を卒業し、同年に安田銀行に入行。1945年に東京建物に転じ、常務、専務を経て、1948年に社長に就任し、1957年8月には相談役に退いた。
1991年3月31日老衰のために死去。95歳没。